# Viasat Cup
Viasat Cup var en fodboldturnering arrangeret af Viasat med start efter afslutningen af superligasæsonen 2006. 12 klubber deltog i turneringen der blev afviklet fra 18. maj til 7. juni. De 12 deltagende klubber var de der befandt sig i Superligaen i sæson 2005/06. Turneringen blev afholdt pga. at Danmark ikke kvalificerede sig til VM i Tyskland 2006, en turnering som lå til grund for, at FIFA krævede, at Superligaen sluttede den 14. maj.
FC Nordsjælland vandt finalen mod AaB 3-1 på Aalborg Stadion.
Favoritterne til at vinde turneringen, FC København og Brøndby IF, blev slået ud i kvartfinalen af henholdsvis vinderne fra FC Nordsjælland og Esbjerg fB.

## Seedninger
| Lag 1                                                       | Lag 2                                                 | Lag 3                                           |
| ----------------------------------------------------------- | ----------------------------------------------------- | ----------------------------------------------- |
| - F.C. København - Brøndby IF - Viborg FF - Odense Boldklub | - Esbjerg fB - AaB - FC Nordsjælland - FC Midtjylland | - Silkeborg IF - AC Horsens - AGF - SønderjyskE |

## Grupper
Lodtrækningen fandt sted den 12. marts.
Uafgjorte stillinger bliver, hvis nødvendigt, afgjort efter følgende principper:
1. Samlet måldifference i alle gruppekampe.
2. Totale antal mål scoret i alle gruppekampe.
3. Lodtrækning.

### Gruppe A
| Hold          | Pts. | K | V | U | T | MF | MI | FO |
| ------------- | ---- | - | - | - | - | -- | -- | -- |
| 1. Esbjerg fB | 6    | 2 | 2 | 0 | 0 | 6  | 2  | +4 |
| 2. AGF        | 3    | 2 | 1 | 0 | 1 | 4  | 3  | +1 |
| 3. Viborg FF  | 0    | 2 | 0 | 0 | 2 | 0  | 5  | -5 |

| 18. maj 2006 |     |           |       |                    |
| AGF          | 2-0 | Viborg FF | 18:30 | NRGi Park          |
| 21. maj 2006 |     |           |       |                    |
| Viborg FF    | 0-3 | Esbjerg   | 18:00 | Viborg Stadion     |
| 23. maj 2006 |     |           |       |                    |
| Esbjerg      | 3-2 | AGF       | 20:30 | Esbjerg Idrætspark |

### Gruppe B
| Hold           | Pts. | K | V | U | T | MF | MI | FO |
| -------------- | ---- | - | - | - | - | -- | -- | -- |
| 1. AaB         | 4    | 2 | 1 | 1 | 0 | 4  | 2  | +2 |
| 2. Brøndby IF  | 4    | 2 | 1 | 1 | 0 | 2  | 1  | +1 |
| 3. SønderjyskE | 0    | 2 | 0 | 0 | 2 | 1  | 4  | -3 |

| 18. maj 2006 |     |             |       |                          |
| SønderjyskE  | 0-1 | Brøndby     | 18:30 | Haderslev Fodboldstadion |
| 21. maj 2006 |     |             |       |                          |
| Brøndby      | 1-1 | AaB         | 17:00 | Brøndby Stadion          |
| 23. maj 2006 |     |             |       |                          |
| AaB          | 3-1 | SønderjyskE | 18:30 | Aalborg Stadion          |

### Gruppe C
| Hold               | Pts. | K | V | U | T | MF | MI | FO |
| ------------------ | ---- | - | - | - | - | -- | -- | -- |
| 1. Silkeborg IF    | 4    | 2 | 1 | 1 | 0 | 2  | 0  | +2 |
| 2. FC Nordsjælland | 4    | 2 | 1 | 1 | 0 | 2  | 1  | +1 |
| 3. OB              | 0    | 2 | 0 | 0 | 2 | 1  | 4  | -3 |

| 18. maj 2006    |     |                 |       |                   |
| Silkeborg       | 2-0 | OB              | 18:30 | Silkeborg Stadion |
| 21. maj 2006    |     |                 |       |                   |
| OB              | 1-2 | FC Nordsjælland | 15:00 | Fionia Park       |
| 23. maj 2006    |     |                 |       |                   |
| FC Nordsjælland | 0-0 | Silkeborg       | 18:30 | Farum Park        |

### Gruppe D
| Hold              | Pts. | K | V | U | T | MF | MI | FO |
| ----------------- | ---- | - | - | - | - | -- | -- | -- |
| 1. FC København   | 4    | 2 | 1 | 1 | 0 | 6  | 3  | +2 |
| 2. FC Midtjylland | 2    | 2 | 0 | 2 | 0 | 2  | 2  | 0  |
| 3. AC Horsens     | 1    | 2 | 0 | 1 | 1 | 1  | 4  | -3 |

| 18. maj 2006   |     |                |       |                       |
| AC Horsens     | 1-4 | FC København   | 20:30 | Forum Horsens Stadion |
| 21. maj 2006   |     |                |       |                       |
| FC København   | 2-2 | FC Midtjylland | 15:00 | Parken                |
| 23. maj 2006   |     |                |       |                       |
| FC Midtjylland | 0-0 | AC Horsens     | 18:30 | SAS Arena             |

## Kvartfinaler
Kvartfinalerne spilles 25./26. maj og 28./29. maj.
| Hold #1         | Saml. | Hold #2      | 1. kamp                           | 2. kamp                                |
| --------------- | ----- | ------------ | --------------------------------- | -------------------------------------- |
| Brøndby IF      | 1-6   | Esbjerg fB   | 1-3 25. maj 13:00 Brøndby Stadion | 0-3 * 28. maj 15:00 Esbjerg Idrætspark |
| AaB             | 5-3   | AGF          | 3-0 25. maj 15:00 Aalborg Stadion | 2-3 28. maj 17:00 NRGi Park            |
| FC Nordsjælland | 6-2   | FC København | 3-1 26. maj 18:30 Farum Park      | 3-1 29. maj 18:30 Parken               |
| FC Midtjylland  | 1-6   | Silkeborg IF | 0-2 26. maj 20:30 SAS Arena       | 1-4 29. maj 20:30 Silkeborg Stadion    |

* Kampen endte 2-2, resultatet er ændret til 0-3 i Esbjergs favør, fordi Brøndby brugte en ulovlig spiller.

## Semifinaler
Semifinalerne spilles 1. juni og 4. juni.
| Hold #1         | Saml. | Hold #2      | 1. kamp                              | 2. kamp                             |
| --------------- | ----- | ------------ | ------------------------------------ | ----------------------------------- |
| Esbjerg fB      | 0-8   | AaB          | 0-4 1. juni 18:30 Esbjerg Idrætspark | 0-4 4. juni 16:00 Aalborg Stadion   |
| FC Nordsjælland | 4-0   | Silkeborg IF | 3-0 1. juni 20:30 Farum Park         | 1-0 4. juni 18:00 Silkeborg Stadion |

## Finale
Finalen spilles 7. juni.
| AaB | 1-3 | FC Nordsjælland | 7. juni | 20:30 | Aalborg Stadion |

## Topscorere
| Pos. | Spiller                     | Scorede for     | Mål |
| ---- | --------------------------- | --------------- | --- |
| 1    | Poul Hübertz, AaB           | AaB             | 5   |
| 2    | Jeppe Curth, AaB            | AaB             | 4   |
| 3    | Jens Gjesing, AGF           | AGF             | 3   |
| -    | Jukka Santala, FCN          | FC Nordsjælland | 3   |
| -    | Martin Bernburg, FCK        | FC København    | 3   |
| -    | Martin Ørnskov Nielsen, SIF | Silkeborg IF    | 3   |
| -    | Morten Friis Jensen, EfB    | Esbjerg fB      | 3   |
| 7    | Andreas Klarström, EfB      | Esbjerg fB      | 2   |
| -    | David Williams, BIF         | Brøndby IF      | 2   |
| -    | Fredrik Berglund, EfB       | Esbjerg fB      | 2   |
| -    | Njogu Demba Nyrén, EfB      | Esbjerg fB      | 2   |
| -    | Patrick Kristensen, AaB     | AaB             | 2   |
| -    | Peter Graulund, AGF         | AGF             | 2   |
| -    | Suni Olsen, AaB             | AaB             | 2   |
| -    | Tommy Olsen, FCN            | FC Nordsjælland | 2   |

## Links
- Officiel hjemmeside Arkiveret 16. januar 2022 hos  Wayback Machine hos onside.dk
- Viasat.dk